# Federico Pellegrino
Federico Pellegrino (* 1. září 1990, Aosta) je italský reprezentant v běhu na lyžích. Vyniká obzvláště ve sprinterských disciplínách. V lednu 2016 se stal italským rekordmanem v počtu vítězných závodů Světového poháru v běhu na lyžích v kategorii mužů, když překonal Pietra Piller Cottrera.

## Největší úspěchy
- MSJ 2010 v Hinterzartenu - 3. místo ve sprintu volně
- MS do 23 2013 v Liberci - 1. místo ve sprintu klasicky
- MS 2015 ve Falunu - 3. místo v týmovém sprintu volně (s Dietmarem Nöcklerem)
- MS 2017 v Lahti - 1. místo ve sprintu volně
- MS 2017 v Lahti - 2. místo v týmovém sprintu klasicky (s Dietmarem Nöcklerem)
- 3. místo v celkovém pořadí sprintu v sezóně 2014/15
- 7x vítězství ve SP1

1. 21. prosince 2014 v Davosu ve sprintu volně
2. 6. ledna 2015 ve Val Mustair ve sprintu volně (etapa TDS)
3. 24. ledna 2015 v Rybinsku ve sprintu volně
4. 13. prosince 2015 v Davosu ve sprintu volně
5. 19. prosince 2015 v Toblachu ve sprintu volně
6. 1. ledna 2016 v Lenzerheide ve sprintu volně (etapa TDS)
7. 16. ledna 2016 v Planici ve sprintu volně